# Cantón de Saint-Beauzély
El cantón de Saint-Beauzély era una división administrativa francesa, que estaba situada en el departamento de Aveyron y la región de Mediodía-Pirineos.

## Composición
El cantón estaba formado por cinco comunas:
- Castelnau-Pégayrols
- Montjaux
- Saint-Beauzély
- Verrières
- Viala-du-Tarn

## Supresión del cantón de Saint-Beauzély
En aplicación del Decreto n.º 2014-205 de 21 de febrero de 2014, el cantón de Saint-Beauzély fue suprimido el 22 de marzo de 2015 y sus 5 comunas pasaron a formar parte del nuevo cantón de Tarn y Mesetas.